# 155e division d'infanterie (France)
Pour les articles homonymes, voir 155e division.
La 155e division d'infanterie est une division d'infanterie de l'armée de terre française qui a été créée pendant la Première Guerre mondiale.
C'est la division d'infanterie qui a eu l'existence la plus brève de toute l'histoire de l'armée française.

## Commandant de la155edivisiond'infanterie
Le général Gillain est nommé au commandement de 155e division le 29 mars 1915. Il la commande jusqu'à sa dissolution.

## Historique
- 8 – 15 avril 1915 : constitution[Où ?][2]
- 15 avril 1915 : dislocation[2].

## Composition
- 309e brigade[3] :
  - 413e régiment d'infanterie
  - 414e régiment d'infanterie
- 310e brigade[3] :
  - 415e régiment d'infanterie
  - 114e bataillon de chasseurs alpins